# Anita Sharp-Bolster
Anita Sharp-Bolster (parfois créditée Anita Bolster) est une actrice irlandaise, née le 28 août 1895 à Glenlohan (Irlande), morte le 1er juin 1985 à North Miami (Floride).

## Biographie
Après des débuts au théâtre dans son pays natal, Anita Sharp-Bolster partage sa carrière entre le Royaume-Uni et les États-Unis. Ainsi, elle joue à Broadway (New York) dans quatre pièces, la première en 1939 étant Le Nouveau Testament de Sacha Guitry (avec Jessie Royce Landis) ; la troisième est Pygmalion de George Bernard Shaw (1945-1946, avec Gertrude Lawrence et Raymond Massey) ; la dernière est représentée en 1948.
Au cinéma, elle apparaît dans soixante-et-onze films (britanniques, américains ou en coproduction) à partir de 1928 et jusqu'à Jabberwocky de Terry Gilliam (1977, avec Michael Palin et John Le Mesurier).
Entretemps, mentionnons Cinquième Colonne d'Alfred Hitchcock (premier film américain de l'actrice, 1942, avec Robert Cummings et Priscilla Lane), Le Poison de Billy Wilder (1945, avec Ray Milland et Jane Wyman), Quand se lève la lune de John Ford (coproduction américano-irlandaise, 1957, avec Cyril Cusack et Noel Purcell), ou encore L'Académie des coquins de Robert Hamer (1960, avec Terry-Thomas et Alastair Sim).
Pour la télévision, Anita Sharp-Bolster contribue à trente-deux séries entre 1950 et 1978, dont Le Saint (un épisode, 1962), Destination Danger (un épisode, 1965) et Angoisse (un épisode, 1976).
S'ajoutent six téléfilms disséminés de 1952 à 1975, dont Macbeth de George Schaefer (1960, avec Maurice Evans et Judith Anderson).

## Filmographie partielle

### Cinéma
- 1928 : S.O.S. de Leslie S. Hiscott : Mme Karensky
- 1932 : The Temperance Fete de Graham Cutts : l'enseignante
- 1938 : The Villiers Diamond de Bernard Mainwaring : Mlle Dulac
- 1942 : Cinquième Colonne (Saboteur) d'Alfred Hitchcock : Lorelei (Esmeralda, la femme à barbe)
- 1942 : Ma femme est un ange (I Married an Angel) de W. S. Van Dyke : Mme Kipper
- 1942 : Vainqueur du destin (The Pride of the Yankees) de Sam Wood : la mère de Sasha
- 1942 : London Blackout Murders de George Sherman
- 1943 : Et la vie recommence (Forever and a Day), film collectif d'Edmund Goulding et autres : Mme Garrow
- 1943 : Le ciel peut attendre (Heaven Can Wait) d'Ernst Lubitsch : Mme Cooper-Cooper
- 1944 : Les Blanches Falaises de Douvres (The White Cliffs of Dover) de Clarence Brown : Miller
- 1944 : La Route semée d'étoiles (Going My Way) de Leo McCarey : Mme Hattie Quimp
- 1944 : Passport to Destiny de Ray McCarey
- 1944 : Jack l'Éventreur (The Lodger) de John Brahm : Wiggy
- 1945 : Le Poison (The Lost Weekend) de Billy Wilder : Mme Foley
- 1945 : La Duchesse des bas-fonds (Kitty) de Mitchell Leisen : Mullens
- 1945 : La Rue rouge (Scarlet Street) de Fritz Lang : Mme Michaels
- 1945 : L'introuvable rentre chez lui (The Thin Man Goes Home) de Richard Thorpe : Hilda
- 1945 : Le Calvaire de Julia Ross (My Name Is Julia Ross) de Joseph H. Lewis : Sparkes
- 1945 : Le Portrait de Dorian Gray (The Picture of Dorian Gray) d'Albert Lewin : Lady Harborough
- 1947 : La Seconde Madame Carroll (The Two Mrs. Carrols) de Peter Godfrey : Christine
- 1947 : L'Amour d'un inconnu (Love from a Stranger) de Richard Whorf : Ethel
- 1948 : The Woman in White de Peter Godfrey : Mme Todd
- 1949 : La Femme parfaite (The Perfect Woman) de Bernard Knowles : Lady Diana
- 1952 : Les Bagnards de Botany Bay (Botany Bay) de John Farrow : Moll Cudlip
- 1956 : La Page arrachée (Lost) de Guy Green : Mlle Gill
- 1957 : Quand se lève la lune (The Rising of the Moon) de John Ford, 2e épisode : l'épouse du colonel Frobisher
- 1960 : L'Académie des coquins (School for Scoundrels) de Robert Hamer : une servante
- 1960 : Les Mains d'Orlac (The Hands of Orlac) d'Edmond T. Gréville : l'assistante de Volchett
- 1960 : Le Jour où l'on dévalisa la banque d'Angleterre (The Day They Robbed the Bank of England) de John Guillermin : une servante
- 1961 : Les Gangsters (Payroll) de Sidney Hayers : la propriétaire
- 1962 : Le Limier de Scotland Yard (On the Beat) de Robert Asher : une cliente du salon de coiffure
- 1963 : Le Dernier de la liste (The List of Adrian Messenger) de John Huston : Mme Slattery
- 1977 : Jabberwocky de Terry Gilliam : une vieille femme

### Télévision

#### Séries
- 1950-1951 : Les Quatre Filles du docteur March (Little Women), mini-série, 5 épisodes : Hannah Mullet
- 1962 : Le Saint (The Saint), saison 1, épisode 2 Aventure à Rome (The Latin Touch) de John Gilling : Ada Harmer
- 1965 : Destination Danger (Danger Man), saison 2, épisode 20 À votre santé (Have a Glass of Wine) : la vieille dame
- 1968 : Dark Shadows, feuilleton, épisodes 449, 450 et 451 (sans titres) : Bathia Mapes
- 1971 : Jude l'Obscur (Jude the Obscure), mini-série, épisode 3 To Melchester : Mme Trott
- 1976 : Angoisse (Thriller), saison 6, épisode 2 La Prochaine Victime (The Next Victim) : Mme Bluther

#### Téléfilms
- 1960 : Macbeth de George Schaefer : la deuxième sorcière
- 1972 : L'Homme qui vint dîner (The Man Who Came to Dinner) de Buzz Kulik : Harriet Stanley
- 1975 : Under Western Eyes de Stuart Burge : Mme de Sale

## Théâtre à Broadway
- 1939 : Le Nouveau Testament (Where There's a Will) de Sacha Guitry, adaptation (et mise en scène) d'Edward Stirling : Mlle Morot
- 1940 : Lady in Waiting de Margery Sharp : Griffin
- 1945-1946 : Pygmalion de George Bernard Shaw, mise en scène de Cedric Hardwicke : Mme Pearce
- 1948 : Kathleen de Michael Sayers : Lily